# Japandroids
Japandroids — канадский рок-дуэт Брайана Кинга (гитара, вокал) и Дэвида Прауса (ударные, вокал), образованный в Ванкувере в 2006 году.

## История

### Первые годы (2006—2008)
Кинг и Праус познакомились в 2000 году во время обучения в Викторианском университете и, обнаружив взаимные музыкальные интересы, вместе начали регулярно ходить на концерты в Виктории и Ванкувере. В 2003 году Праус переехал в Ванкувер и поступил в Университет имени Саймона Фрейзера, а два года спустя Кинг, получивший диплом по геологии и океанографии, также вернулся в родной город. Под сильным влиянием сырых и энергичных записей группы The Sonics Кинг и Праус начали сочинять и записывать музыку в 2006 году, пытаясь воспроизвести тот же стиль. Первоначально они собирались отыскать третьего участника на роль певца, но позднее отказались от этой идеи и решили разделить между собой вокальные обязанности. Название Japandroids было составлено из двух других названий, предложенных каждым из музыкантов: Japanese Scream (Праусом) и Pleasure Droids (Кингом). Иногда они записывают его без гласных — JPNDRDS.
Разочарованные отсутствием поддержки живой музыки в Ванкувере, а также невозможностью пробиться на местную музыкальную сцену, Кинг и Праус начали регулярно проводить свои собственные концерты. Взяв на вооружение методы «сделай сам» таких групп, как Fugazi, они зачастую договаривались насчёт площадок и мест для игры, арендовали сценическое звуковое оборудование, создавали и распространяли листовки и афиши, а также прибегали к помощи друзей в организации выступлений. Japandroids отыграли свой первый концерт 30 декабря 2006 года. В течение следующих двух лет они регулярно выступали в Ванкувере, однако им удавалось проводить лишь короткие, случайные турне, мешавшие геологической карьере Кинга. В этот период Japandroids самостоятельно выпустили два мини-альбома: All Lies (2007) и Lullaby Death Jams (2008). Тираж каждого из них был ограничен 500 экземплярами, и позднее материал этих пластинок составил компиляцию No Singles.
Japandroids записали дебютную долгоиграющую пластинку Post-Nothing летом 2008 года и собирались самостоятельно выпустить её в 2009 году. Однако к осени 2008 года Кинг и Праус пришли к мысли, что группа движется в никуда, и приняли совместное решение о её роспуске в конце года. Было решено, что их выступления на фестивалях Pop Montreal и CMJ станут последними. Альбом Post-Nothing планировалось издать в начале 2009 года без дополнительной раскрутки. К декабрю 2008 года Кинг уже предпринимал попытки собрать новую группу.

### Post-Nothing(2009—2010)
В январе 2009 года Japandroids заключили контракт с канадским инди-лейблом Unfamiliar Records, заинтересованным в издании дебютного альбома группы, несмотря на заявления музыкантов о прекращении её деятельности. Раздосадованные тем, что лейбл проявил интерес только после их решения о распаде, Кинг и Праус неохотно согласились продлить ненадолго жизнь коллектива и снова начали давать концерты. Post-Nothing вышел на родине группы в апреле 2009-го, первоначально только на грампластинках, и немедленно встретил поддержку на музыкальном сайте Pitchfork, чей обозреватель отметил альбом как «лучшая новая музыка» и хвалил его за неопытность, энергичность и безрассудство. В июне того же года Japandroids перешли на лейбл Polyvinyl. Международный релиз дебютного диска состоялся в августе и сопровождался множеством положительных отзывов критиков, особенно в Канаде. Так, в журнале Exclaim! он занял второе место в списке лучших альбомов года; кроме того, пластинка была номинирована на премии Polaris и «Джуно».
Japandroids активно гастролировали и быстро получили известность за свои энергичные живые выступления. Турне, названное Post-Nothing Tour, состояло из семи этапов, включавших свыше 200 концертов в более 20 странах. Как правило группа выступала в качестве основного исполнителя на концертах, но также играла на разогреве у A Place to Bury Strangers и Health в Европе и у The Walkmen в Северной Америке. Начало турне было запланировано на 23 апреля 2009 года в Калгари, но после первого выступления музыкантам пришлось отложить гастроли и перенести остаток их первого полномасштабного турне по Северной Америке в связи с неотложной медицинской помощью, потребовавшейся Кингу. Утром 24 апреля 2009 года он был помещён в медицинский центр Калгари-Футхиллс для прохождения срочной операции по удалению опасной для жизни прободной язвы. После выздоровления Кинга турне продолжилось выступлением на ванкуверском фестивале Music Waste 13 июня 2009 года. Оно было завершено 27 октября 2010 года концертом в клубе Maxwell’s в Хобокене, но позднее два новогодних шоу в чикагском Schubas Tavern были объявлены завершающей точкой гастролей в поддержку Post-Nothing.
Изначально дуэт хотел включить ещё несколько треков в дебютный альбом, но не смог из-за нехватки времени и денежных средств. Многие из этих песен позднее были закончены и в 2010 году изданы как серия 7-дюймовых синглов с ограниченным тиражом: «Art Czars», «Younger Us» и «Heavenward Grand Prix»; помимо заглавных композиций они содержали кавер-версии песен Big Black («Racer-X»), X («Sex and Dying in High Society») и Пи Джей Харви («Shame»). В том же году Japandroids перевыпустили первые два мини-альбома в виде компиляции под названием No Singles. Как заявили участники группы, данные релизы увидели свет, чтобы удовлетворить потребности поклонников в новой музыке, поскольку до 2011 года музыканты не могли записать второй полноценный альбом из-за насыщенного гастрольного графика.

### Celebration Rock(с 2011 года)
Большую часть 2011 года Japandroids провели в работе над новым материалом и в течение августа — сентября гастролировали по Северной Америке вместе с группой Bass Drum of Death, выступая преимущественно на небольших площадках, чтобы оценить реакцию публики на новые песни накануне записи второго альбома. Celebration Rock, выпущенный компанией Polyvinyl Record Co. 29 мая 2012 года в Канаде и 5 июня во всём мире, был высоко оценен критиками и занял 37-е место в американском чарте продаж Billboard 200. Релиз сопровождал сингл «The House That Heaven Built» с кавер-версией «Jack the Ripper» (Nick Cave and the Bad Seeds) на обратной стороне.

## Дискография

### Студийные альбомы
- Post-Nothing (2009)
- Celebration Rock (2012)

### Мини-альбомы
- All Lies (2007)
- Lullaby Death Jams (2008)

### Сборники
- No Singles (2010)

### Синглы
- «Art Czars» (2010)
- «Younger Us» (2010)
- «Heavenward Grand Prix» (2010)
- «The House That Heaven Built» (2012)

## Видеоклипы
| Год  | Видеоклип                     | Режиссёр    |
| ---- | ----------------------------- | ----------- |
| 2012 | «The House That Heaven Built» | Джим Ларсон |